# Kirill Kaprizov
Kirill Olegovič Kaprizov (in russo Кирилл Олегович Капризов? ; trasl. angl. Kirill Olegovich Kaprizov; Novokuzneck, 26 aprile 1997) è un hockeista su ghiaccio russo.
Gioca nel ruolo di attaccante nella franchigia dei Minnesota Wild della National Hockey League (NHL). Prima di firmare con i Wild, Kaprizov ha giocato per Metallurg Novokuzneck, Salavat Julaev Ufa e CSKA Mosca nella Kontinental Hockey League (KHL). Nel 2021 Kaprizov ha vinto il Calder Memorial Trophy, il premio che viene assegnato al migliore giocatore nel suo primo anno di competizione nella National Hockey League, diventando il primo giocatore dei Minnesota Wild ad aggiudicarsi tale premio. È conosciuto tra i fans con il soprannome di  "Kirill the Thrill".